# 易卜拉欣·哈基米
易卜拉欣·哈基米（波斯語：ابراهیم حکیمی、英語：Ebrahim Hakimi；1871年－1959年10月19日）是巴列维王朝时期的一位伊朗總理。

## 早年及教育
哈基米出生在大不里士一個伊朗阿塞拜疆族的家庭裡，就讀精英學校，然後在巴黎完成醫科的高等教育課程。

## 政治生涯
哈基米曾經擔任穆扎法爾丁·沙的御用醫生，後來成為議會議員，並十七次擔任內閣部長、三任總理及伊朗參議院主席。
他第二次出任總理的任期十分短暫（三個月），蘇聯不滿他拒絕向他們授予伊朗北部的石油特許權，因此鼓動伊朗的阿塞拜疆族共產主義者宣佈獨立。蘇聯軍隊攻佔北部地區，不讓伊朗軍隊鎮壓叛軍。1946年1月，哈基米向聯合國安全理事會提出申訴，並辭任總理，以抗議蘇聯的行動。

## 逝世
哈基米在德黑蘭逝世，終年88歲。